# Vincent Jérôme
Vincent Jérôme (Château-Gontier, 26 de noviembre de 1984) es un ciclista francés.
Debutó como profesional en 2006 de la mano del equipo Bouygues Telecom, equipo en el que permaneció hasta su retirada al término de la temporada 2015.

## Palmarés
2004 (como amateur)
- París-Tours sub-23

2007
- Tour de Doubs

2011
- Tro Bro Leon

## Resultados en Grandes Vueltas y Campeonatos del Mundo
| Carrera         | Carrera         | 2006 | 2007  | 2008 | 2009 | 2010 | 2011  | 2012 | 2013 | 2014 | 2015 |
| --------------- | --------------- | ---- | ----- | ---- | ---- | ---- | ----- | ---- | ---- | ---- | ---- |
|                 | Giro de Italia  | —    | —     | —    | —    | —    | —     | —    | —    | —    | —    |
|                 | Tour de Francia | —    | —     | —    | —    | —    | 155.º | Ab.  | —    | —    | —    |
|                 | Vuelta a España | —    | 113.º | 76.º | Ab.  | 94.º | —     | —    | —    | 91.º | —    |
| Mundial en Ruta | Mundial en Ruta | —    | —     | —    | —    | —    | —     | Ab.  | —    | —    | —    |

—: no participa

Ab.: abandono

## Equipos
- Bouygues Telecom/Europcar (2006-2014)
  - Bouygues Telecom (2006-2008)
  - Bbox Bouygues Telecom (2009-2010)
  - Team Europcar (2011-2015)